# Serjania obtusidentata
Serjania obtusidentata är en kinesträdsväxtart som beskrevs av Ludwig Radlkofer. Serjania obtusidentata ingår i släktet Serjania och familjen kinesträdsväxter. Inga underarter finns listade i Catalogue of Life.